# Колюччо Салютаті
Колюччо Салютаті (італ. Coluccio Salutati) (16 лютого 1331 — 4 травня 1406) — італійський філософ, письменник і політичний діяч епохи Відродження, один із зачинателів італійського гуманізму, поряд з Леонардо да Вінчі та Франческо Петраркою.

## Біографічні відомості
Народився 16 лютого 1331 року в тосканському містечку Стіньяно. Належав до давнього лицарського роду. Дитинство і юність провів у Болоньї. Тут він закінчив правничий факультет Болонського університету.
У 1351–1367 роках Салютаті працював суддею і нотарієм у Вальдіньєволе. Пізніше був канцлером комун Тоді, Лукки, Стіньяно.
1374 року переїхав до Флоренції. 1375 року став канцлером комуни Флоренції. Посада канцлера була найвищою в бюрократичній ієрархії Флорентійської республіки. Канцлер відповідав за офіційне листування, конфіденційні інструкції для послів Флорентійської республіки й загалом підтримання дипломатичних відносин. Як канцлер Салютаті виявив великий дипломатичний і ораторських хист під час кризи відносин з папою. Салютаті вдалося переконати папу Григорія XI, що Флоренція не бажає загострення стосунків і завжди була вірна гвельфам. Один з противників Салютаті, правитель Мілану Джан Галеаццо Вісконті вважав, що один лист Салютаті здатний завдати противнику більше збитків, ніж тисяча флорентійських вершників. За час канцлерства Салютаті Флоренція двічі була у стані війни з Міланом. Науковці припускають, що постать Джан Галеаццо Вісконті надихнула Салютаті на написання трактату «Про тирана», що був опублікований в 1400 році. Незважаючи на республіканські переконання, Салютаті підтримував ідеї Данте про універсальну монархію.
На посаді канцлера Салютаті пропрацював понад 30 років, аж до смерті. За заслуги Салютаті перед Флоренцією міська влада виділила 250 флоринів на похорон Салютаті, що було дуже поважною сумою, а його роду довічно було дароване громадянство цього міста-держави.

## Гуманістична діяльність
Салютаті був послідовником Петрарки й вважав найважливішою справою свого життя формування нової, гуманістичної культури. З Петраркою й Боккаччо Салютаті запізнався ще в 1360-і роки й тоді захопився ідеями гуманізму, які вони пропагували. У Флоренції будинок Салютаті став своєрідним гуманістичним центром. Салютаті зібрав дома величезну бібліотеку рукописів античних і сучасних для нього авторів. Бібліотекою могли вільно користуватися численні відвідувачі Салютаті, зокрема його учні Леонардо Бруні, Поджо Браччоліні, П'єтро Паоло Верджеріо. Відчуваючи у Флоренції брак фахівців грецької мови, Салютаті від імені комуни запросив до Флорентійського університету грецького вченого Мануїла Хрисолора. Салютаті був автором численних творів — трактатів, віршів, листів, в яких розвивав програму ренесансної культури.

## Гуманістичні погляди
Салютаті надавав першочергового значення розробці комплексу гуманістичних знань (studia humanitatis), чому присвячені майже всі його публіцистичні й деякі літературні твори. Гуманітарні дисципліни, такі як філологія, поетика, історія, педагогіка, риторика, етика, на думку Салютаті, покликані формувати нову людину, для якої притаманні гуманістичні погляди, тобто здатність до доброчесних вчинків та потяг до вченості. Салютаті вважав, що гуманізм не властивий людині від народження, а набувається в результаті наполегливої праці.
Салютаті послідовно відстоював ідеали активного громадянського життя на противагу аскетизму церковної моралі, виступав за філософію — «вчительку життя», доводив чільну роль етики в системі гуманітарних знань. У суперечці з видатним теологом Джованні Домінічі, твір якого «світляк в ночі» було витримано в дусі томістской схоластики та направлено проти позиції Салютаті, виявилося глибоке розходження традиційно-середньовічного та нового, гуманістичного підходів до оцінки ролі знання та особливо гуманітарних дисциплін. Салютаті, прихильник дієвої філософії, що допомагає вирішувати проблеми земного життя, відкидав умоглядний метод філософствування та зневага до ідейного багатства античної спадщини, як поетичного, так і наукового.
У своїй творчості Салютаті дав широке обґрунтування комплексу гуманістичних дисциплін — studia humanitatis, включивши до них граматику, філологію та поезію, риторику, діалектику та педагогіку, але головне місце відводив етики, що мала бути тісно пов'язаною з історією та політикою. Особливий сенс він надавав поняттю humanitas (людяність, духовна культура), трактуючи його як мету нової освіченості, в якій повинні поєднуватися високий рівень знання, заснованого на оволодінні класичною спадщиною, і різнобічний практичний досвід, розвинену самосвідомість особистості та її активну творчу діяльність. Головним завданням виховання і освіти він вважав самовдосконалення людини, покликаної, на його переконання, боротися із земним злом «за справедливість, істину та честь».
Проте Салютаті залишався вірним християнським ідеям і вважав, що нова освіченість допомагатиме глибше проникнути в зміст Святого Письма, він водночас не міг змиритися з аскетичною мораллю, яка, на його думку, суперечить головному земному призначенню людей — жити в суспільстві, будувати спільними зусиллями краще життя. У листі до болонського юриста Пеллегріно Дзамбеккарі, який побажав вступити до лав чернецтва, Салютаті писав: «Не вір, Пеллегріно, що тікати від світу, уникати виду прекрасних речей, замкнутися в монастирі або віддалитися в скит — це шлях до досконалості».
Салютаті розглядав знання і досвід, теорію і практику, як дві складові, що доповнюють одна одну. Саме з цієї позиції, на його думку, слід було оцінити значення окремих наукових дисциплін і науки загалом. Так граматика мала б позбутися надмірного формалізму й вузького суто лінгвістичного спрямування, стати наукою про синтез форми і змісту, про способи вираження думки. Риторика мусила бути пов'язаною з філософією, яка так само не може розвиватися без гарного стилю. Салютаті розвивав тезу Цицерона, підхоплену Петраркою, про те, що знання має поєднуватися з красою мови, якою воне викладене.
Прообраз призначення людини та мети її життя Салютаті вбачав у міфічному персонажі Геракла (Геркулеса) та його подвигах.

## Вибрані твори
- Epistolario (Епістоларій)
- Invectiva (Інвектива), 1403
- De saeculo et religione (Про світське і чернече життя), 1381
- De fato, fortuna et casu (Доля, фортуна і випадок), 1396–1399
- De nobilitate legum et medicinae (Шляхетність права і медицини), 1399
- De tyranno (Про тирана), 1400
- De laboribus Herculis (Про подвиги Геркулеса), незакінчений трактат, 1383